# Valea Hoțului, Bârzula
Valea Hoțului (în ucraineană Долинське, transliterat: Dolînske; denumiri anterioare, ucrainizate – Валя Гоцілуй, Валя Гоцулово, Валегоцулівка) este localitatea de reședință a comunei Valea Hoțului din raionul Bârzula, regiunea Odesa, Ucraina. 
În trecut a fost un sat majoritar moldovenesc (românesc) – 52% conform recensământului sovietic din 1926; actualmente însă, datorită asimilării – doar 22% din populația satului s-a mai  declarat românofonă, conform datelor primului recensământ ucrainean din 2001.

## Istoric
Satul a fost fondat în a doua jumătate a secolului al XVIII-lea, de către țăranii originari din Moldova, care au fugit sub presiunea jugului turcesc. Numele original al satului, este Valea Hoțului, fapt confirmat, de altfel, și de istoricul rus Zagoruiko. Potrivit unei versiuni, numele așezării ar proveni de la Hoțu, un războinic moldovean, care ar fi trăit aici, pe timpul dominației turce.
Prin Tratatul de la Iași din 1791, teritoriul pe care se află satul, este cedat Imperiului Rus. Conform datelor din 1859 în satul Valea Hoțului din ținutul Ananiev, gubernia Herson, locuiau 4.341 de persoane (2.212 de bărbați și de 2.129 femei), în 686 de gospodării, exista o biserică ortodoxă și o sinagogă, se petreceau bazaruri.
Către 1886, în localitate, care era și centru administrativ al parohiei omonime, trăiau 5.177 de persoane în 1.132 de gospodării; existau de asemenea: o moară, o biserică ortodoxă, o sinagogă, o casă de cult, un spital, o școală, un han, târgurile se duceau o dată la două săptămâni.
Conform recensământului din 1897, numărul de locuitori a crescut la 9.301 de persoane (4.762 de bărbați și 4.539 de femei), dintre care doar 1.753 erau de credința ortodoxă.
Începând cu anul 1923, satul a fost centrul administrativ al districtului Valea Hoțului, din raionul Balta, ca parte a guberniei Odesa. De la 1924 la 1940 zona a făcut parte din Republica Autonomă Sovietică Socialistă Moldovenească. În 1940 zona localității a fost transferată regiunii Odesa a RSS Ucrainene.  

## Demografie
Componența lingvistică a localității Valea Hoțului
     Ucraineană (71,9%)
     Română (22,4%)
     Rusă (4,68%)
     Alte limbi (0,27%)
Conform recensământului din 2001, majoritatea populației localității Valea Hoțului era vorbitoare de ucraineană (71,9%), existând în minoritate și vorbitori de română (22,4%) și rusă (4,68%).

## Personalități
- Alexandra Svecla (1902–1966), scriitoare sovietică ucraineană de origine moldoveană.
- Ivan Matroi (1919–1998), militar sovietic moldovean, participant la războiul germano-sovietic.
- Domnica Darienco (1919–2010), actriță sovietică și moldoveană de teatru și film.
- Petrea Darienco (1923–1976), scriitor, fost Ministru al Culturii al RSS Moldovenești.
- Ion Racul (1923–1985), istoric și critic literar sovietic moldovean.
- Alexei Marinat (1925–2009), scriitor din Republica Moldova, unul dintre scriitorii care au susținut renașterea națională a românilor și revenirea la alfabetul latin.

## Vezi și
- Românii de la est de Nistru